# Der er noget i luften
Der er noget i luften er en dansk jule- og adventssalme i fire strofer med tekst og melodi af Vilhelm Gregersen og udgivet i 1911. Salmen findes i Gregersens digt- og sangsamling Vintergæk - en samling digte og i Højskolesangbogen som nr. 232.
Sangen blev oprindeligt til i år 1900, men først udgivet elleve år senere.

## Historie
Vilhelm Gregersen skrev "Der er noget i luften" i Hornslet Præstegård, mens han i perioden 1897-1918 var sognepræst i Hornslet Sogn. Adventssalmen har sit udspring i sognepræstens minde om barndommens forventninger til juletiden: "Der er noget i luften et barndommens bud, som lyser imod mig som stjernen fra Gud, som leder mig stille til frelseren lille, med barndommens fryd, skønt barndommen flygted' som fuglen, der rejste mod syd".
Cand.theol. og fængselspræst Gertrud Yde Iversen mener, at "Der er noget i luften" kan tolkes som en slags dannelsesrejse fra decembers tilstand af ensomhed og forfald til en spirende forventningsstemning, der går på tværs af tid og alder helt tilbage til barndommens stærkere følelser og oplevelse af julen. På denne måde kan voksne mennesker ved adventstiden år efter år genopleve den barnlige glæde ved julen, som dermed bliver eviggyldig.

## Tekst
Det strofiske digt har fire strofer med hver ni verselinjer.
Der er et usædvanligt rimskema: AbcbDDefe (hvad/blad, Luften/Duften og Fryd/Syd). 
I første strofe rimer første linje dog også på femte og sjette linje.
Første strofe kredser om naturindtryk og lyder.
Der er noget i Luften,

jeg véd ikke hvad,

som Foraar, skønt Skoven

har mistet, hvert Blad.

Der er noget i Luften,

som Rosernes Duften,

som Fuglenes Fryd,

skønt Rosen er falmet,

og Fuglen er dragen mod Syd.

## Eftertiden
"Der er noget i luften" har gennem det 20. århundrede (og siden begyndelsen af det 21.) været indspillet af flere danske solister og musikere. I Kim Larsen & Kjukkens version fra 2004, har Larsen valgt at ændre på enkelte tekstlinjer, så 2. strofes "Der er noget herinde, et strålende minde med kærter og sang, om julen derhjemme, derhjemme hos moder engang" oprindeligt af Gregersen er blevet til "Der er noget herinde et strålende minde med kærter og sang, om julen i Kerteminde hos mormor en gang".
Andre mandlige solister der har indspillet sangen er Erik Paaske, Poul Reichhardt, Poul Bundgaard, Burhan G og Sigurd Barrett.
Af kvindelige solister finder man Daimi, Anne Dorte Michelsen, Helene Blum og Lene Siel.
Operasanger Marius Jacobsens version på 78'er er tilgængelig via Internet Archive.